# Бањалучка богословија
Бањалучка богословија представља једну од најстаријих и најважнијих образовних установа код Срба. Основана је 1866. године, уз благослов митрополита дабробосанског Игњатија II (1860–1868).  У почетку је била основна школа са карактеристикама средњих школа, због постојања одређених предмета која су се тада тамо изучавали. Називали су је још и Пелагићева богословија.

## Историја богословије
Богословију је отворио Васа Пелагић у којој је био први учитељ. Идеју за оснивање богословије у Бањалуци дао је митрополит београдски Михаило, који је у разговору са Васом сматрао да би се учврстио положај срба у Крајини, због честих напада јеретика. Међутим, послије смрти митрополита Михаила процес оснивања богословије је отежао његова насљедник митрополит Игњатије. Због страха од оптужби, митрополит даје дозволу и оснива се прва Бањалучка богословија.
Прва зграда за богословску школу купљена је за 800 дуката од бањалучког трговца Томе Радуловића, или тачније рећи од трговца Александра Опуића из Тријеста, коме је Томо дужан био и ту кућу заложио.Ова је зграда била у данашњој Господској улици ондје, гдје је сад кафана Српско-православне црквене општине звана “Балкан”. У горњем кату било је у тој згради свега пет соба, те су три одређене биле за богословску школу, односно за предавање предмета, док су оне двије служиле за општинску канцеларију и њеног перовођу. Нарасле школске потребе ваљало је подмирити посебном зградом. Напокон, 1871, зграда богословије је подигнута “на башти, уз стару школску зграду до Краљева друма. Зидање зграде Богословије коштало је Српско-православну црквену општину бањалучку око 70.000 гроша. Отприлике половину тог износа прикупили су бањалучки Срби. А онда је митрополит Дионисије одобрио трошење 1.000 дуката, које је својевремено црквеној општини бањалучкој, да би изгладио сукоб са њом, исплатио митрополит Игњатије. Када ни то није било довољно, виђенији бањалучки Срби, Томо Радуловић, Јово Кнежић, Ђорђе Зита, Саво Милић, Ђорђо Узуновић, Ристо Спахић, Јово Пиштељић, Ђорђе Делић и други скупише још 20.000 гроша и довршише Богословију.
Нова зграда, спратница дуга 30, а широка 15 метара, била је највећа у граду. У почетку аустроугарске окупације у зграду је смјештена гарнизонска болница, а након тога, све до 1908, односно до усељења у нову школску зграду подигнуту на старом црквишту, код кина “Козара”, у њој је дјеловала српска основна школа.
У погледу издржавања ђаци су се дијелили у четири групе. Прву групу су чинили благодјејанци, који су добијали бесплатно огрев, храну, становање, одјећу, и хаљине, што значи бесплатно школавање. Другу групу су чинили полублагодјејанци који су добијали све бесплатно, осим књига и одјеће, а трећу они који су плаћа за све што им је било потребно док је четвта група била они који су само долазили на предавање.
Сви ђаци који су похађали ову школу, а који су становали у просторијама богословије, имали су своја задужења која су се првенствено огледала у одржавању својих соба и хигијене. За прање одјеће и постаљине били су задужене локалне перионице које су радиле у то вријеме. Када су у питању униформе или одјећа који су добијали на коришћење биле су као и код осталих грађана у то вријеме. Неки су носили босанске, а неки тијесне њемачку одјећу(унифиорме). Поред ових, постојали су и ђаци који су рукоположени већ у трећем разреду који су носили свештеничку одору. Они су имали свештенички или ђаконски чин.
Сви ђаци су се хранили у заједничкој трепезарији која се налазила уз богословију. Јела су спремали кувари, искључиво мушке особе, који су примани од стране одбора ове установе. Квалитету спремљене хране контролисао је иконом, који је такође био задужен и за набавку хране. Иконом је обично био ђак из трећег разреда кога су бирали остали ученици. Тај надзор се огледао у надзору квалитета меса, поврћа, воћа и свих осталих намјеница који се кориштене за исхрану, као и одређивања оброчних мјера. Јела која су се углавном спремала су говеђе месо са пиринчом, купус, грах, кромпир, а када би био пост ови оброци би били без меса. Ђаци су позивани на ручак тако што би неколико минута прије постављања оброка звонило звонце које је означавало позив на оброк. Уколико би неко од ђака закаснио остајао би без оброка. Хранили су се тако што би четири ђака јела заједно из једне једне чиније(здјеле) и то већином стојећи. Оним ђацима којима тај оброк није био довољан обично су надокнађивали у виду прженог кукуруза.
Прије почетка и послије завршетка оброка читала се молитва, за сваку прилику којој то одговара, и то тако што да сваки ђак чита онда када би дошао на ред. Због лоше хране често је био случај да се ђаци жале и протестују. Као резултат храна би се поправњала, а ту се истакао као значајан Ристо Спахић, угледни грађанин, који је одиграо велику улогу о том питању.
Предуслов за уписивање богословије био је да ученик има завршена четири разреда основне школе, а неки ђаци су полагали и пријемни испит. Пријемни испит се спроводио првенствено за оне ђаке који су желели да упишу богословију, а долазе из мањих мјеста гдје су основне школе слабије организоване. Гледајући по годинама, богословију су уписилавли од 15 до 35 година, међу којима је било и ожењених људи. Бећина ђака је долазило из свештеничких породица, али су приступали и дјеца земљорадничких, занатлијских и трговачких породица. Долазили су из разних крајева земље, али највише из бањалучког и бихачког санџака.
Професори(учитељи на богословији) су углавном били Срби из Србије и Аустроугарске, и то великим дијелом академски образовани људи. Ђаци су поред стандардних предмета били васпитани у духу патриотизма и родољубља што је резултат мале контроле рада богословије која је имала у том смилсу одређену независност.
Оцијене су се биљежиле од 1 до 5. Број 5 је била најбоља оцијена, одличан успјех, а 1 најгора. Да би ученик прешао у следећи разред морао је да има закључну оцијену 3 која се добијала сабирањем свих оцијена и дијељењем са бројем предмета. Ђаци су имали по 10 минута одмора између часова када би се након истека сваке паузе слусали наредни часови. Изучавали су се између осталог следећи предмети: канонско писмо, физика, математички и физички земљопис. Из свих предмета које су изучавали углавном су добијали домаћу задаћу као што су: превод са словенског на српски и обрнуто, математички задаци и слично.
Један од значајних предмета био је црквено пјевање на који се обраћала посебна пажња. Црквено пјевање се изучавало сваки дан послије подне по два сата. Пјевање се учило по београдском начину, и то тако што би учитељ први отпјевао, а онда би ђаци по том узору то понављали и учили. Све књиге и потребни школски материјали су стизали из Београда, и то бесплатно. Школа је имала глобус, мапе, табле, катедре, столове, све оно што постојало у београдској богословији.
Престала је са радом 1875. године почетком устанка у Босни и Херцеговини.